# イスマイル・ハック・カラダユ
イスマイル・ハック・カラダユ（İsmail Hakkı Karadayı、1932年 - 2020年5月26日）は、トルコの軍人。第22代トルコ共和国参謀総長を務めた。在任中の1997年、政府に圧力をかけネジメッティン・エルバカン政権を退陣に追い込んだ。

## 来歴
チャンクル県クズルウルマック郡に生まれる。1951年に陸軍士官学校を卒業、ついで1953年に防空学校を卒業。各地の砲兵部隊勤務を経て1963年に陸軍大学に入学。さらに1967年に陸軍大学、1975年に安全保障大学に入学して学んだ。部隊の参謀将校や外国公館の駐在武官、連隊長や参謀本部作戦部長を経て、1977年に准将に昇進。陸軍配置任命部長および第28自動車化歩兵旅団長を経て、1981年に少将に昇進。キプロス島駐屯第39歩兵師団長、陸軍人事局長を務める。1985年に中将に昇進、第8軍団司令官を務める。1989年に大将に昇進し、1991年まで陸軍参謀長を務め、第1軍司令官に転じる。1993年、陸軍総司令官に就任。
1994年8月、トルコ共和国参謀総長に就任。1997年2月28日、スュレイマン・デミレル大統領と会談し、政教分離の国是に反しているとして当時のネジメッティン・エルバカン内閣を批判し、退陣に追い込んだ。参謀本部次長のチェヴィク・ビルらは軍部のクーデターを計画していたといわれる。1998年に退役した。
妻との間に二児がある。フランス語に通じている。